# Карлос Алберто Дијас
Карлос Алберто Дијас (5. мај 1967) бивши је бразилски фудбалер.

## Каријера
Током каријере играо је за Коритиба, Ботафого, Васко да Гама, Гремио Порто Алегре и многе друге клубове.

## Репрезентација
За репрезентацију Бразила дебитовао је 1992. године.

## Статистика
| Бразил | Бразил | Бразил |
| Год.   | Ута.   | Гол.   |
| ------ | ------ | ------ |
| 1992   | 1      | 0      |
| Укупно | 1      | 0      |